# Nguyễn Bích Du
Nguyễn Bích Du (ur. 6 października 2003) – wietnamska zapaśniczka walcząca w stylu wolnym. Złota medalistka mistrzostw Azji Południowo-Wschodniej w 2022. Piąta na igrzyskach frankofońskich w 2023 roku.